# Aujourd'hui ou demain
Aujourd'hui ou demain est un essai publié le 17 juillet 1892 par la militante anarchiste Louise Michel dans L'En-dehors. Michel l'écrit au début de l'Ère des attentats (1892-1894), la veille de l'exécution de Ravachol. Elle le présente comme un justicier venu libérer l'humanité et pouvant l'amener à une ère nouvelle - plus largement, il s'agit pour Michel de rendre hommage à cette figure et de réaffirmer son soutien à la propagande par le fait et à l'anarchisme insurrectionnaliste, voies privilégiées pour amener à la révolution.
Michel reste marquée par les visions habituelles de son époque et ses milieux ; elle genre le terrorisme anarchiste au masculin et compare Ravachol à Jésus-Christ, comme d'autres figures anarchistes de sa période.

## Contexte
En France, les relations entre les autorités et les anarchistes se tendent par l'importante répression que les anarchistes subissent dans les années 1880. Les anarchistes se tournent vers de nouvelles questions : « L'usage de la violence est-il légitime pour mener le combat anarchiste ? Et s'il est légitime, dans quelle mesure »? 
Michel se rapproche de l'anarchisme progressivement et le rejoint en 1887 pendant l'affaire Clément Duval, fondateur de l'illégalisme arrêté après un cambriolage où il incendie le domicile de sa victime,. Sa condamnation à mort lui semble alors être une déclaration de guerre de la part de l'État, qu'il faudrait user de tous les moyens pour le faire libérer et que peu importait si elle était fusillée, car la vengeance des anarchistes deviendrait de plus en plus grande,. 
Après le massacre de Fourmies et l'affaire de Clichy (1891), un certain nombre d'anarchistes en France décide de s'engager dans des actions terroristes envers les responsables présumés de la répression qu'ils subissent, lançant l'Ère des attentats (1892-1894). L'un des premiers terroristes de cette période, qui a visé les magistrats de l'affaire de Clichy, François Ravachol, est arrêté et envoyé à la guillotine le 11 juillet 1892, le transformant en martyr et héros de la cause anarchiste. 
La militante anarchiste publie son texte dans L'En-dehors du 17 juillet 1892 sous le titre d'« Aujourd'hui ou demain ». 

## Contenus

### Réhabilitation et commémoration de Ravachol
Michel commence son texte en opposant la violence étatique et la violence révolutionnaire, profitant pour cela de l'exemple de l'exécution de Ravachol. Elle met en exergue le fait que ce type de militants sacrifient leur vie pour le bien commun - ce qui explique pourquoi elle fait de l'anarchiste une sorte de « Messie sacrifié », bien qu'elle soit athée. Ses choix littéraires la poussent à comparer le récit des deux exécutions, elle parle par exemple des « traînées de sang laissées par Deibler d’une ville à l’autre [qui] indiquent le chemin des bourreaux », comparant le bourreau Louis Deibler à Ponce Pilate et ses assassinats politiques.
Ravachol est par ailleurs entouré de tout un champ lexical de l'éternité par l'autrice, qui fait de lui l'instigateur possible d'une nouvelle ère par la vengeance qui naîtra de sa mort et les soulèvements populaires qui pourront en naître.

### Théories
Plus généralement, Michel utilise ce texte pour faire de la propagande par le fait et l'anarchisme insurrectionnaliste les moyens privilégiés du combat anarchiste. Les actes terroristes sont vus comme libérateurs et c'est grâce à la propagande par le fait qu'il peut être possible d'obtenir les meilleures chances d'« ouvrir une brèche entre l'ancien monde et l'humanité nouvelle ».
L'autrice introduit aussi une certaine forme de darwinisme social fondé sur la pensée anarchiste et humaniste, Ravachol luttant pour sa survie.

### Aspects partagés
Aujourd'hui ou demain est marqué par une série d'éléments usuels des milieux anarchistes dans lesquels Michel évolue, comme une vision masculine des terrorisme et combat anarchistes - Ravachol est par exemple présenté comme un père duquel des fils vengeurs naîtraient. Marie-Pierre Tardif remarque que l'imaginaire déployé dans le texte est très masculin.
Par ailleurs, la comparaison de Ravachol avec Jésus-Christ est effectuée par d'autres auteurs anarchistes de la période, bien qu'il s'agisse souvent - hormis pour Michel - de figures intellectuelles avec des liens relativement flous avec l'anarchisme.

## Postérité
Le manuscrit autographe de l'oeuvre, qu'elle rédige le 10 juillet 1892, la veille de l'exécution de Ravachol, est vendu à 9.000 euros aux enchères au début du XXIe siècle.

## Versions consultables
- Traduction anglaise du texte par Shawn P. Wilbur